# CLOS
Об'єктна система Common Lisp (CLOS) — це засіб для об'єктно-орієнтованого програмування, який є частиною ANSI Common Lisp . CLOS — це потужна динамічна об'єктна система, яка радикально відрізняється від можливостей ООП у більш статичних мовах, таких як C++ або Java . CLOS був натхненний більш ранніми системами об'єктів Lisp, такими як MIT Flavors і CommonLoops, хоча він є більш загальним, ніж обидва. Спочатку запропонований як доповнення, CLOS був прийнятий як частина стандарту ANSI для Common Lisp і був адаптований до інших діалектів Lisp, таких як EuLisp або Emacs Lisp.